# Akhan Semiconductor
Akhan Semiconductor est une entreprise américaine d’électronique proposant d'utiliser le diamant en lieu et place du silicium, du carbure de silicium ou du nitrure de gallium. Le diamant est censé permettre un fonctionnement à plus haute puissance électrique, une plus grande diffusivité thermique, des fréquences d'utilisation plus élevées, tout en diminuant l'épaisseur et la taille des transistors,,,.
Fondée en 2013 par Adam Khan, elle produit du diamant monocristallin ou polycristallin par dépôt chimique en phase vapeur (CVD). Elle propose également par cette même technique du revêtement de diamant sur verre ou sur matériel optique pour le protéger ou en augmenter la résistance tout en conservant sa transparence.
L'entreprise travaille en collaboration avec Lockheed Martin pour l'armée américaine dans le domaine des armes à énergie électromagnétique, cinétique et laser,.
En 2019, il est révélé que Huawei avait tenté d'espionner la technologie Akhan, ce qui donne lieu à une enquête du FBI,,,,.
Akhan Semiconductor possède plusieurs brevets importants aux États-Unis, dont certains publiés en Corée, à Taiwan, et plus récemment dans l'Union européenne sur les diamants de type N, avec des applications potentielles dans l'aérospatiale et le domaine militaire.